# John Fredholm
John Oscar Fredholm, född 25 mars 1875 i Stockholm, död 12 augusti 1926, var en svensk ingenjör och industriman. Han var son till Ludvig Fredholm och bror till matematikern Ivar Fredholm.
Efter avgångsexamen från Kungliga Tekniska högskolan 1896 anställdes Fredholm som ingenjör vid Asea 1896, erhöll stipendium av Kommerskollegium 1899, blev teknisk chef vid Boye & Thoresens Elektriska AB i Göteborg 1901, verkställande direktör där 1903, blev åter ingenjör vid Asea 1905, var direktörsassistent där 1908–1912, styrelseledamot 1911–1912, var verkställande direktör och styrelseledamot i AB Skandinaviska Elektricitetsverk 1913–1919 och i Finspångs Metallverks AB från 1919. 
Fredholm var styrelseledamot i AB Vaporaccumulator 1916–1922, i Sundsvalls Spårvägs AB 1913–1919 och i Svenska Turbinfabriks AB Ljungström 1917–1918. Han var ledamot av maskintullkommittén 1912–1913, statens industrikommission 1915, statens krigsberedskapskommission 1915–1917, statens handelskommission och chef för dess engelska avdelning 1916–1919. Han tilldelades generalkonsuls namn, heder och värdighet 1919 samt var fullmäktig i Stockholms handelskammare och ledamot av dess verkställande utskott 1921 och kassaförvaltare där från 1923. Han tillhörde stadsfullmäktige i Västerås 1909–1912.